# سيسلرية سماوية
سيسلرية سماوية (الاسم العلمي: Sesleria caerulea) هي نوع من النباتات تتبع جنس السيسلرية من الفصيلة النجيلية.